# Joaquin Bernas
Joaquin G. Bernas SJ (* 7. Juli 1932 in Baao; † 6. März 2021 in Quezon City ) war ein  philippinischer Ordensgeistlicher, Jesuit und Rechtswissenschaftler sowie Universitätspräsident der Ateneo de Manila University. Er war Mitglied des philippinischen Verfassungsausschusses von 1986/1987 («1987 Constitution»).

## Leben
Joaquin G. Bernas trat im Juni 1950 in die Gesellschaft Jesu ein und machte sein Noviziat in Quezon City. Er absolvierte seine spirituelle Grundausbildung mit dem Studium der Klassischen Philologie und Philosophie am Berchmans College in Cebu (Philippinen). 1962 graduierte er in Rechtswissenschaften an der Ateneo Law School der Ateneo de Manila University und studierte Theologie am Woodstock College. 1965 empfing er die Priesterweihe. Zwischen 1965 und 1968 absolvierte er ein Doktoratsstudium in Rechtswissenschaften an der New York University.
Bernas wurde 1966 Rechtsprofessor für Verfassungs- und Staatsrecht an der Ateneo Law School der Ateneo de Manila University, einer jesuitisch geführten Privatuniversität in Quezon City. Er war Dekan der juristischen Fakultät von 1972 bis 1976 und 2000 und 2004 sowie von 1984 bis 1993 Präsident der Ateneo de Manila University. Die Ateneo Law School benannte nach ihm ein Institut für juristische Weiterbildung. 2008 wurde er mit der Ehrendoktorwürde der Ateneo de Davao University ausgezeichnet.
1986 holte ihn Staatspräsidentin Corazon Aquino in den philippinischen Verfassungsausschuss, der die Verfassung der Philippinen («1987 Constitution») ausarbeitete. Sein Kommentar zur Verfassung ist ein fester Bestandteil des Verfassungsrechtsunterrichts an verschiedenen Rechtsschulen der Philippinen. Zudem war er Rechtsberater des Präsidialbüros, das am Versöhnungs- und Friedensprozess beteiligt war.
Joaquin G. Bernas war von 1976 bis 1982 Provinzoberer der philippinischen Jesuiten in den schwierigen Jahren des von Marcos auferlegten Kriegsrechts. Von 1994 bis 2000 war er Rektor des jesuitischen Ordenshauses in Manila.
Joaquin G. Bernas starb nach schweren Herzbeschwerden im Lucas Renewal Center des Loyola House of Studies in Quezon City. Bereits 2019 und 2020 hatte er gesundheitliche Probleme mit Spitalaufenthalten.

## Schriften
- The 1987 Constitution of the Republic of the Philippines: A Commentary, Rex Bookstore, 2009.
- Constitutional Structure and Powers of Government, Rex Bookstore, 2006.
- Constitutional Rights and Social Demands, Rex Bookstore, 2004.
- The 1987 Constitution of the Philippines: A Comprehensive Reviewer, Rex Bookstore, 2006.
- An Introduction to Public International Law, Rex Bookstore, 2002.
- From One-Man Rule to "People Power.", Ateneo Law Journal, vol.44 (2001).
- The Intent of the 1986 Constitution Writers, Rex Bookstore, 1995.